# Exsul tenuis
Exsul tenuis är en tvåvingeart som beskrevs av Malloch 1923. Exsul tenuis ingår i släktet Exsul och familjen husflugor. Inga underarter finns listade i Catalogue of Life.